# Бредфорд Діллман
Бредфорд Діллман (англ. Bradford Dillman; 14 квітня 1930, Сан-Франциско — 16 січня 2018, Санта-Барбара) — один з найбільш затребуваних американських акторів кіно та телебачення 1960-х-1970-х років, всесвітню популярність якому принесла роль психопатичного вбивці з «Золотої молоді» в юридичному трилері «Насильство» (1959), відзначена призом Каннського кінофестивалю і «Золотим глобусом». Ветеран Корейської війни в складі морської піхоти США, дослужився до звання «старший лейтенант».
Діллман, що володів привабливою, благородної зовнішністю, за свою 40-річну кар'єру виконав майже 150 теле і кіноролей. В одному тільки 1971 році з участю Діллман на екрани вийшло сім повнометражних картин, і це не рахуючи шести гостьових появ в телепроєктах. У 1995 році вийшов на пенсію, нині самотньо проживає в статистично відокремленої місцевості Монтесіто, штат Каліфорнія. Віддалившись від сфери кінематографа, досяг успіху в прозі та драматургії, є автором трьох книг і однієї п'єси.

## Біографія
Бредфорд Діллман народився 14 квітня 1930 року в місті Сан-Франциско, штат Каліфорнія, в заможній родині біржового маклера Діна Діллман і його дружини, Джозефіни Діллман (уродженої Мур). Крім Бредфорда, в родині підростало ще троє хлопчиків.
Середню освіту до 12 років отримував в католицькій школі, а під час Другої світової війни, після розлучення батьків, був зарахований в школу-інтернат Хотчкісс в селищі Лейквілль, штат Коннектикут. У Хотчкісс вперше брав участь в аматорських спектаклях, а в останній рік навчання зіграв Гамлета в однойменній постановці трагедії Шекспіра. Тодішній директор школи Блер Торрі до кінця роботи в закладі вважав Гамлета Діллман кращим в історії Хотчкісс.
Твердо вирішивши стати актором, Діллман надійшов в найпрестижніший Єльський університет, де вивчав театральне і драматичне мистецтво. Кімнату ділив з майбутнім письменником Джоном Ноулсом. Після його закінчення був призваний до лав морської піхоти США, в складі якої воював в Кореї. Навчання проходив в рекрутському депо Перріс-Айленд.
У 1953 році пішов у Нью-Йорк, щоб почати акторську кар'єру. Батьки були в люті, дізнавшись, що син не пов'яже своє життя з фінансовим справою і не буде працювати на Уолл-стріт. Як компроміс, Діллман пообіцяв їм, що відмовиться від акторства, якщо не побачить ніяких ознак успіху протягом п'яти років.
Однак Нью-Йорк зразка 1950-х років був перспективним місцем для молодих артистів. Діллман приступив до навчання в гучній Акторської студії під керівництвом Лі Страсберга, на одному курсі з Мерилін Монро. В кінці того ж року відзначався на Бродвеї в першому професійному виставі в своєму житті — постановці одного з творів Натаніеля Готорна «Опудало», партнерами Діллман в якому виступали Елай Воллак і Джеймс Дін, який незабаром загинув.
У 1956 році зіграв свою найбільшу театральну роль в кар'єрі — Едмунда Тайрона в «приголомшливому бродвейському хіті» «Довгий день йде в ніч» Юджина О'Ніла. Одну з головних ролей виконував Фредрік Марч, якого Діллман вважав своїм наставником. На одній з вистав побував маститий голлівудський продюсер Дерріл Занук, вражений молодим актором. Відразу ж після його закінчення Занук переконав Діллман підписати контракт з кінокомпанією 20th Century Fox.
Саме в павільйонах 20th Century Fox Діллман пізніше зіграв свої найкращі ролі. Тут, в 1959 році, він виконав одну з головних ролей в юридичному трилері «Насильство», адаптації сумнозвісного справи Леопольда і Леба. Цей образ приніс йому всесвітню популярність, приз Каннського кінофестивалю за кращу чоловічу роль (який він розділив з партнерами Діном Стокуеллом і Орсоном Веллсом) і «Золотий глобус», вручений йому як самому перспективному новачку року. Свій успіх Діллман пов'язував ні з акторським талантом, а з «дурною удачею, найчистішої і простий».
Згодом часто виконував ролі антагоністів. У 1960-х-1970-х роках був надзвичайно затребуваний, знімаючись як мінімум в трьох картинах в рік. У 1963 році був висунутий на премію «Еммі» за кращу чоловічу роль в телесеріалі Alcoa Premiere, а в 1975 році був удостоєний цієї нагороди за акторську роботу в телепроєкті The ABC Afternoon Playbreak.
У 1995 році оголосив про завершення 40-річної акторської кар'єри. Останню роль виконав в одному з епізодів телесеріалу «Вона написала вбивство». На пенсії зайнявся написанням мемуарів, художніх романів і п'єс.

## Особисте життя
Бредфорд Діллман був двічі одружений: з акторкою Фріду Гардінг (з 1956 по 1960 рік; двоє дітей: дочка Памела і син Джеффрі), з моделлю Сьюзі Паркер (з 1963 по 2003 рік, до дня її смерті; є дочка Діна і сини Чарльз і Крістофер). Крім рідних дітей, виховав дочку Паркер від попереднього шлюбу, Джорджину.
Усамітнено проживає в статистично відокремленій місцевості Монтесіто, штат Каліфорнія.

## Фільмографія
| Рік       |    | Українська назва                        | Оригінальна назва                       | Роль                               |
| --------- | -- | --------------------------------------- | --------------------------------------- | ---------------------------------- |
| 1958      | ф  | A Certain Smile                         | A Certain Smile                         |                                    |
| 1958      | ф  | In Love and War                         | In Love and War                         |                                    |
| 1959      | ф  | Compulsion                              | Compulsion                              |                                    |
| 1960      | ф  | Crack in the Mirror                     | Crack in the Mirror                     |                                    |
| 1960      | ф  | A Circle of Deception                   | A Circle of Deception                   |                                    |
| 1961      | ф  | Francis of Assisi                       | Francis of Assisi                       |                                    |
| 1961      | ф  | Sanctuary                               | Sanctuary                               |                                    |
| 1964      | ф  | Monstrosity                             | Monstrosity                             |                                    |
| 1965      | ф  | A Rage to Live                          | A Rage to Live                          |                                    |
| 1966—1967 | с  | Велика долина                           | The Big Valley                          | доктор Джеймс Белдон / Ерік Мерсер |
| 1968      | ф  | Sergeant Ryker                          | Sergeant Ryker                          |                                    |
| 1968      | ф  | The Helicopter Spies                    | The Helicopter Spies                    |                                    |
| 1969      | ф  | Ремагенський міст                       | The Bridge at Remagen                   |                                    |
| 1970      | ф  | Suppose They Gave a War and Nobody Came | Suppose They Gave a War and Nobody Came |                                    |
| 1971      | ф  | Escape from the Planet of the Apes      | Escape from the Planet of the Apes      |                                    |
| 1971      | ф  | The Mephisto Waltz                      | The Mephisto Waltz                      |                                    |
| 1971      | ф  | Brother John                            | Brother John                            |                                    |
| 1971      | ф  | The Resurrection of Zachary Wheeler     | The Resurrection of Zachary Wheeler     |                                    |
| 1972      | тф | Moon of the Wolf                        | Moon of the Wolf                        |                                    |
| 1973      | ф  | Продавець льоду гряде                   | The Iceman Cometh                       | Віллі Обан                         |
| 1973      | ф  | Якими ми були                           | The Way We Were                         |                                    |
| 1974      | ф  | Мертвий на 99,44%                       | 99 and 44/100% Dead                     |                                    |
| 1974      | ф  |                                         | Gold                                    |                                    |
| 1974      | ф  | A Black Ribbon for Deborah              | A Black Ribbon for Deborah              |                                    |
| 1974      | ф  | Chosen Survivors                        | Chosen Survivors                        |                                    |
| 1974      | тф | The Disappearance of Flight 412         | The Disappearance of Flight 412         |                                    |
| 1975      | ф  | Баг                                     | Bug                                     |                                    |
| 1976      | ф  | Підкріплення (фільм)                    | The Enforcer                            |                                    |
| 1977      | ф  | The Amsterdam Kill                      | The Amsterdam Kill                      |                                    |
| 1978      | ф  | Піранья                                 | Piranha                                 | Пол Гроган                         |
| 1978      | ф  | The Swarm                               | The Swarm                               |                                    |
| 1979      | ф  | Love and Bullets                        | Love and Bullets                        |                                    |
| 1979      | ф  | Guyana: Crime of the Century            | Guyana: Crime of the Century            |                                    |
| 1983      | ф  | Раптовий удар (фільм)                   | Sudden Impact                           |                                    |
| 1989      | ф  | Lords of the Deep                       | Lords of the Deep                       |                                    |